# Farah Alibay

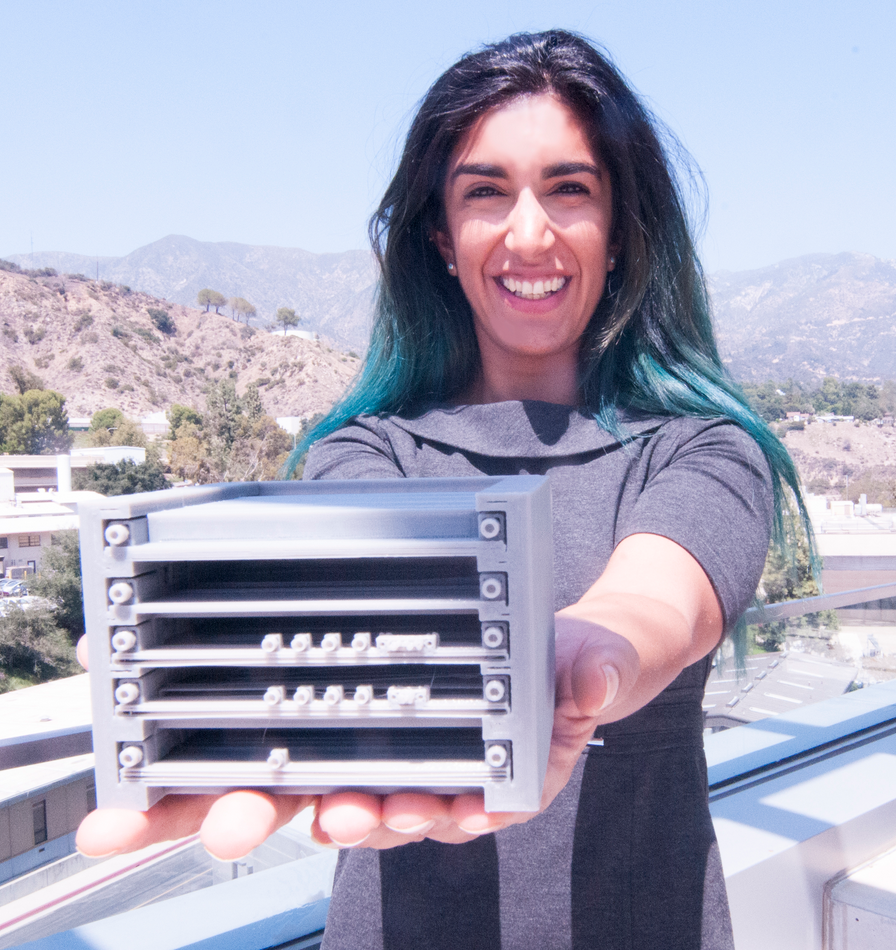
Farah Alibay

Farah Alibay (* 1989 in Montreal, Québec) ist eine kanadische Ingenieurin der Raumfahrttechnik, die derzeit am Jet Propulsion Laboratory arbeitet, einem Weltraumforschungszentrum, das vom California Institute of Technology betrieben wird und der NASA angegliedert ist.

## Jugend und Studium
Farah Alibay wuchs in der Stadt Joliette in Quebec auf, wo sie bis zu ihrem vierzehnten Lebensjahr blieb. Während ihrer Sekundarstufe zog die Familie Alibay wegen der Arbeit ihres Vaters nach Manchester in England um.
Farah Alibay studierte später an der University of Cambridge, wo sie 2010 einen Bachelor- und einen Master in Raumfahrttechnik erhielt.
Sie promovierte 2014 in Raumfahrtsystemtechnik am Massachusetts Institute of Technology (MIT). Am MIT absolvierte sie auch ein Praktikum am Jet Propulsion Laboratory (JPL). Ihre Dissertation mit dem Titel Evaluation of multi-vehicle architectures for the exploration of planetary bodies in the Solar System befasste sich mit der Nutzung von Mehrfahrzeugsystemen für die Erforschung planetarischer Körper im Sonnensystem. Nach ihrem Masterabschluss nahm Alibay am Praktikum der NASA Academy im Goddard Space Flight Center teil.
2013 erhielt Farah Alibay den AeroAstro Graduate Teaching Assistantship Award am MIT für ihre herausragende Arbeit als Lehrassistentin bei der Integration der Software Concurrent Design Facility in den Lehrplan.

## Karriere

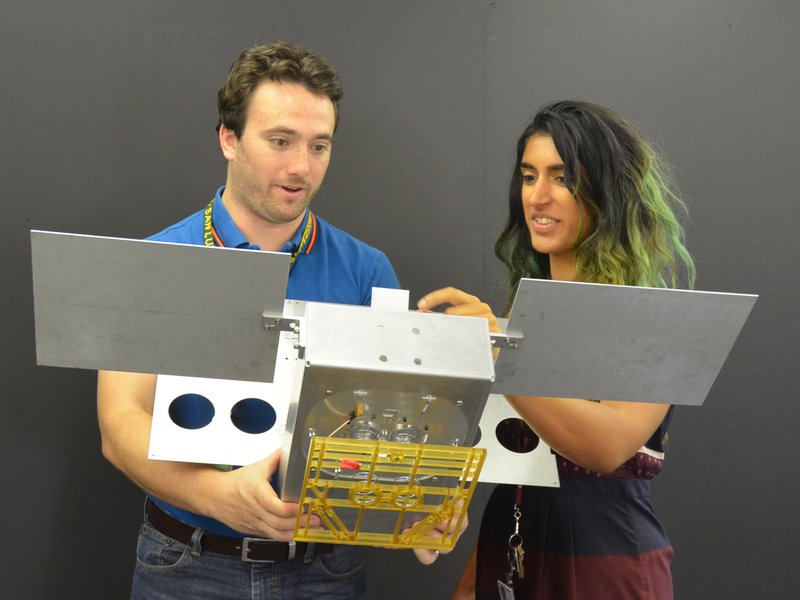
Systemingenieurin Farah Alibay (rechts) und Konstrukteur Joel Steinkraus vom Jet Propulsion Laboratory mit einem Mockup von Mars Cube One

Farah Alibay arbeitet am Jet Propulsion Laboratory (JPL) der NASA und ist Ingenieurin für Nutzlastsysteme für den Lander der InSight-Mission, der die Kruste, den Mantel und den Kern des Planeten Mars untersuchen soll und im Mai 2018 gestartet ist. Vor dem Start war Farah Alibay dafür verantwortlich, dass alle Instrumente der Raumsonde ordnungsgemäß integriert und getestet wurden. Während die Mission auf der Landung der Sonde auf Marsoberfläche wartete, half Farah Alibay den Teams bei den Vorbereitungen für den Betrieb und testete die Detektorausrüstung.
Von 2014 bis 2016 war Farah Alibay Systemingenieurin der Mars Cube One Mission, einer Begleitmission von InSight.
Farah Alibay steht im Mittelpunkt der NASA-Mission Mars 2020, der Weltraummission, die den Rover Perseverance und die Helikopterdrohne Ingenuity zum Mars geschickt hat. Sie ist Teil des Teams, das den Betrieb auf der Oberfläche leitet und die Signale sendet, mit denen diese Raumfahrzeuge auf dem Mars gesteuert werden.

## Privatleben
Farah Alibay fällt durch ihre selbstbewusste Identität, ihre bunten Haarsträhnen und ein herzförmiges Abzeichen in den Regenbogenfarben der LGBTQ+-Gemeinschaft auf, das sie an ihrer Kleidung trägt.
Farah Alibay wurde von der kanadischen Raumfahrerin und Pilotin Julie Payette und ihren Reisen in den Weltraum (STS-96 und STS-127) sehr inspiriert und erwähnte in einem Interview: „Das hat wirklich etwas mit mir gemacht. Sie ist aus Quebec, sie ist ein Mädchen, sie spricht Französisch und sie ist im Weltraum. Das bedeutet, dass auch ich das tun kann, wenn ich will“.
Sie unterstützt junge Frauen bei der NASA durch die Betreuung von Praktikantinnen. Sie ist eine „große Schwester“ im Rahmen des Programms Big Brothers Big Sisters of America.